# Kongeegen

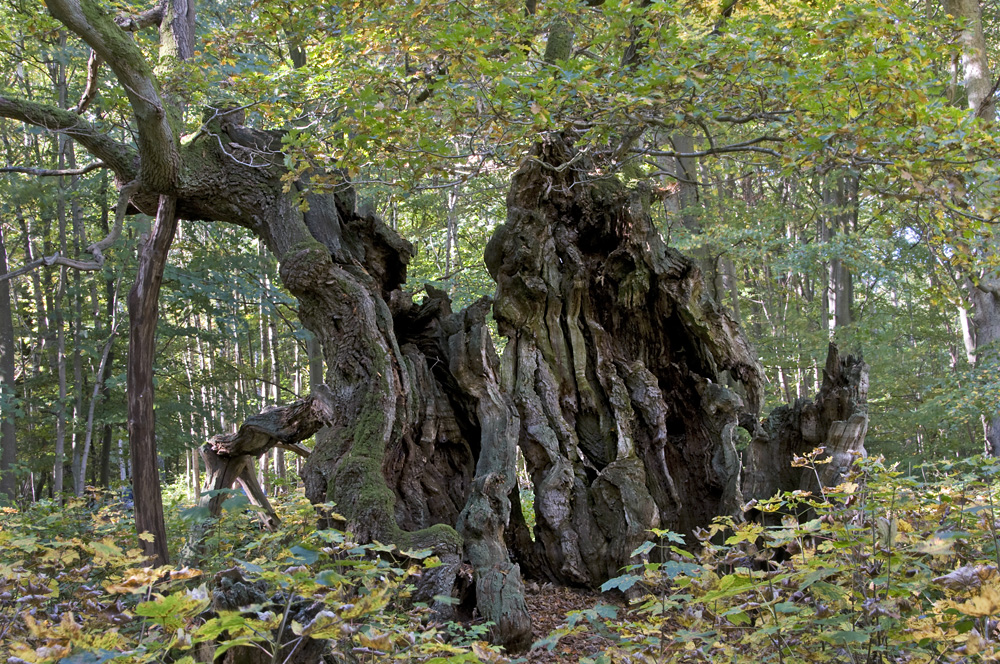
Kongeegen in 2008

Kongeegen ('De Koningseik') is een zomereik in het bos Jægerspris Nordskov, liggende nabij de stad Jægerspris in Denemarken. De Kongeege staat in hetzelfde bos als Snoegen en Storkeegen. De boom is het oudst levende organisme in Denemarken en mogelijk is het de oudste eik van Europa.
De stam is hol en door de geschiedenis heen is de omtrek van de stam op verschillende momenten gemeten. Zo bedroeg de omtrek in 1863 13,02 meter en in 1955 13,70 meter. In 1973 brak een van de hoofdtakken af met als gevolg dat een deel van de stam meegenomen werd waardoor de omtrek van de boom afnam. Het gevolg is dat de omtrek in 2006 nog maar 10,38 meter bedroeg. In de jaren veertig van de negentiende eeuw bedroeg de omtrek 16,6 meter. De Kongeegen is 14 meter hoog.
Er zijn verschillende schattingen gedaan over de leeftijd van deze eik en die lopen uiteen van 1000 tot 1400 jaar en zelfs 1500 tot 2000 jaar. Uit jaarringenonderzoek is gebleken dat de boom minstens 1450 jaar oud moet zijn en maximaal 1900 jaar oud is. De laatste tweehonderd jaar is de boom aan het aftakelen maar de levende delen zijn nog wel vitaal.